# Jožef Škalič
Jožef Škalič, učitelj in politik, * 17. december 1963, Murska Sobota.

## Življenjepis
Osnovno šolo je končal v šolskem letu 1978/1979 na Osnovni šoli Kuzma, kasneje pa se je vpisal v Pedagoško gimnazijo v Murski Soboti, smer razredni pouk, ki jo je končal v šolskem letu 1982/83.
Po končani gimnaziji je odslužil vojaški rok in se nato vpisal na Pedagoško fakulteto v Mariboru, študijska smer zgodovina-družbeno moralna vzgoja. Diplomiral je 11. julija 1988.
Marca 1989 se je zaposlil v osnovni šoli Kuzma, kot predmetni učitelj zgodovine, družbeno moralne vzgoje ter nemškega jezika.
Poleg pedagoškega dela je bil aktiven tudi na področju družbenega življenja, saj je od leta 1989 do leta 1994 zastopal Krajevno skupnost v takratni Občinski skupščini Murska Sobota. Kasneje, leta 1996 pa kot predsednik sveta Krajevne skupnosti Kuzma.
Kasneje je postal ravnatelj osnovne šole Kuzma in bil izvoljen za župana Občine Kuzma.